# Simeão I de Constantinopla
Simeão I de Constantinopla, conhecido também como Simeão I de Trebizonda (em grego: Συμεών Α΄ o Τραπεζούντιος; outono de 1486) foi patriarca ecumênico de Constantinopla por três vezes: durante um breve período em 1466, entre 1471 e 1475 e entre 1482 e 1486. Em 1484, Simeão presidiu o Sínodo de Constantinopla, que repudiou a chamada União de Florença.

## História
Simeão nasceu entre 1400 e 1420 em uma família nobre do Império de Trebizonda. Depois que o império foi conquistado pelo Império Otomano em 1461, todos os seus nobres foram obrigados por Maomé II a se mudarem para Istambul, incluindo Simeão, que já era monge na época. Esta nobreza trebizondina rapidamente se uniu numa nova facção entre gregos que viviam na capital, liderada provavelmente pelo acadêmico e político Jorge Amiroutzes. Esta facção propôs Simeão como candidato para o trono patriarcal contra o candidato da facção dos arcontes leigos, comandadas pelo grande cartofílax Jorge Galesiota e o megas ekklesiarches (grande sacristão) Manuel Cristônimo, o futuro patriarca Máximo III.
No outono de 1466, Simeão conseguiu ascender ao trono pela primeira vez depois de subornar o governo otomano com 2 000 peças de ouro, o que deu início a uma prática simoníaca que mancharia a história do Patriarcado Ecumênico pelos séculos seguintes. Contudo, Simeão teve que enfrentar um novo adversário: Mara Brankovic, filha do déspota da Sérvia Durad Brankovic e uma das madrastas de Maomé II. Apesar de ter permanecido cristã por toda a vida, Mara era bastante influente junto ao enteado. Ela havia ficado ultrajada pelo suborno de Simeão e viajou até Istambul para reclamar com Maomé II. Em resposta ao pedido dela, ao qual ela juntou uma outra doação de 2 000 peças de ouro, o sultão depôs Simeão e nomeou para o patriarcado o candidato de Mara, Dionísio I. Simeão se retirou por alguns anos num mosteiro perto de Stenimachos.
O reinado de Dionísio foi marcado pela oposição das demais facções, incluindo a de Simeão. Ele foi finalmente deposto no final de 1471 depois de ser acusado falsamente de ter se convertido ao islã e ter se circuncidado. Mais tarde, Simeão pagou mais 2 000 peças de ouro e teria supostamente prometido ao sultão ajuda na supressão de uma possível revolta anti-otomana em Trebizonda, e se tornou patriarca novamente. De fato, em maio de 1472, houve uma tentativa fracassada de retomar a cidade liderada por Caterino Zeni e Aleixo Comneno (um sobrinho de Davi de Trebizonda), apoiado por Uzun Hassan. Simeão se alinhou com Maomé II e, em junho de 1472, depôs o bispo metropolitano de Trebizonda, Pancrácio, que estava envolvido na revolta, e o substituiu por outro bispo, Doroteu, um antigo metropolita de Atenas, mais alinhado aos otomanos. O segundo reinado de Simeão foi marcado pela crescente dívida, que chegou a 7 000 florins, piorado em 10 de outubro de 1474 quando o Santo Sínodo aceitou um pagamento anual de 2 000 florins para o governo otomano. Consequentemente, no inverno de 1474, Simeão foi forçado a começar uma busca de fontes de financiamento. Ao retornar a Istambul, no início de 1475, Simeão perdeu num "leilão" para o patriarca Rafael I, que provavelmente tinha o apoio de Mara Brankovic. Rafael não conseguiu pagar a quantia prometida depois de um ano e foi derrubado pelo patriarca Máximo III, o líder da facção dos arcontes gregos locais.
Máximo faleceu em 3 de abril de 1482 e Simeão voltou para o trono pela terceira vez, onde ficou até o outono de 1486, quando foi sucedido pelo patriarca Nefão II. Simeão morreu logo depois, certamente antes de 1488, sem deixar um testamento, o que provocou uma grande disputa depois de sua morte. O mais importante ato deste terceiro e último patriarcado foi o Sínodo de Constantinopla de 1484.

## Cronologia
A cronologia do patriarcado de Simeão I é disputada entre os acadêmicos. Estudos como o de Kiminas (2009), Grumel (1958), o bispo Germano de Sardeis (1933-1938) e Runciman (1985)  e também o sítio oficial do Patriarcado Ecumênico seguem as crônicas de Doroteu de Monenvásia e datam o patriarcado de Simeão I depois do de Marcos II.
Laurent (1968), seguindo por Podskalsky (1988), acredita que os conflitos com Simeão aconteceram quando Marcos ainda era bispo metropolitano de Adrianópolis e localizam o patriarcado de Simeão antes do de Marcos. Para uma comparação entre as principais sugestões, veja a lista dos patriarcas.